# Carmen Pimentel
Carmen Pimentel (2 d'agost de 1961, Lima) és una exjugadora de voleibol del Perú. Va ser internacional amb la Selecció femenina de voleibol del Perú. Va competir en els Jocs Olímpics d'Estiu de 1980 a Moscou i en els Jocs Olímpics d'Estiu de 1984 a Los Angeles. Va formar part de la selecció del Perú que va guanyar la medalla de plata en els Jocs Panamericans de 1979 i la de bronze en els de 1983. També va guanyar la medalla de plata en el Campionat del Món de voleibol femení disputat al Perú en 1982.